# Чемпіонат світу з футболу 2026 (кваліфікаційний раунд, УЄФА, група G)
Група G кваліфікації УЄФА Чемпіонату світу з футболу 2026 — одна з 12 груп УЄФА у  кваліфікації чемпіонату світу для визначення команд, які пройдуть до чемпіонату світу 2026. Група G складається з 5 команд: Нідерландів, Польщі, Фінляндії, Литви і Мальти. Команди зіграють одна з одною вдома та на виїзді за круговою системою.
Матчі відбуваються з 21 березня по 17 листопада 2025 року.
Переможець групи потрапить напряму до чемпіонату світу, а 2-е місце пройде до другого раунду (плей-оф).

## Турнірна таблиця
| Поз | Команда    | І | В | Н | П | ГЗ | ГП | РГ | О | Кваліфікація                         |        | Польща | Фінляндія | Литва | Нідерланди | Мальта |
| --- | ---------- | - | - | - | - | -- | -- | -- | - | ------------------------------------ | ------ | ------ | --------- | ----- | ---------- | ------ |
| 1   | Польща     | 2 | 2 | 0 | 0 | 3  | 0  | +3 | 6 | Кваліфікація на чемпіонат світу 2026 |        | —      | 7 вер     | 1–0   | 14 лис     | 2–0    |
| 2   | Фінляндія  | 2 | 1 | 1 | 0 | 3  | 2  | +1 | 4 | Вихід до плей-оф                     |        | 10 чер | —         | 9 жов | 7 чер      | 14 лис |
| 3   | Литва      | 2 | 0 | 1 | 1 | 2  | 3  | −1 | 1 |                                      |        | 12 жов | 2–2       | —     | 7 вер      | 4 вер  |
| 4   | Нідерланди | 0 | 0 | 0 | 0 | 0  | 0  | 0  | 0 |                                      | 4 вер  | 12 жов | 17 лис    | —     | 10 чер     |        |
| 5   | Мальта     | 2 | 0 | 0 | 2 | 0  | 3  | −3 | 0 |                                      | 17 лис | 0–1    | 7 чер     | 9 жов | —          |        |

## Матчі
| 21 березня 2025 20:45 |

| Мальта | 0–1                             | Фінляндія  |
| ------ | ------------------------------- | ---------- |
|        | Протокол (FIFA) Протокол (UEFA) | Антман 38' |

| Національний стадіон, Та-Калі Глядачів: 5 106 Арбітр: Сімоне Соцца (Італія) |

| 21 березня 2025 20:45 |

| Польща            | 1–0                             | Литва |
| ----------------- | ------------------------------- | ----- |
| Левандовський 81' | Протокол (FIFA) Протокол (UEFA) |       |

| Національний стадіон, Варшава Глядачів: 55 738 Арбітр: Анастасіос Сідіропулос (Греція) |

| 24 березня 2025 20:45 (21:45 UTC+2) |

| Литва                      | 2–2                             | Фінляндія                             |
| -------------------------- | ------------------------------- | ------------------------------------- |
| - Кучіс 39' - Гінейтіс 69' | Протокол (FIFA) Протокол (UEFA) | - Кайрінен 3' - Пог'янпало 17' (пен.) |

| Стадіон імені С. Дарюса та С. Ґіренаса, Каунас Глядачів: 10 421 Арбітр: Ерік Ламбрехтс (Бельгія) |

| 24 березня 2025 20:45 |

| Польща               | 2–0                             | Мальта |
| -------------------- | ------------------------------- | ------ |
| Свідерський 27', 51' | Протокол (FIFA) Протокол (UEFA) |        |

| Національний стадіон, Варшава Глядачів: 45 872 Арбітр: Мортен Крог (Данія) |

| 7 червня 2025 18:00 |

| Мальта | 0–0                             | Литва |
| ------ | ------------------------------- | ----- |
|        | Протокол (FIFA) Протокол (UEFA) |       |

| Національний стадіон, Та-Калі Глядачів: 2 785 Арбітр: Маріан Барбу (Румунія) |

| 7 червня 2025 20:45 (21:45 UTC+3) |

| Фінляндія | 0–2                             | Нідерланди               |
| --------- | ------------------------------- | ------------------------ |
|           | Протокол (FIFA) Протокол (UEFA) | - Депай 6' - Дюмфріс 23' |

| Олімпійський стадіон, Гельсінкі Глядачів: 29 483 Арбітр: Даніель Зіберт (Німеччина) |

| 10 червня 2025 20:45 (21:45 UTC+3) |

| Фінляндія                             | 2–1                             | Польща       |
| ------------------------------------- | ------------------------------- | ------------ |
| - Пог'янпало 31' (пен.) - Кельман 64' | Протокол (FIFA) Протокол (UEFA) | - Ківьор 69' |

| Олімпійський стадіон, Гельсінкі Глядачів: 16 511 Арбітр: Жуан Піньєйру (Португалія) |

| 10 червня 2025 20:45 |

| Нідерланди                                                                                        | 8–0                             | Мальта |
| ------------------------------------------------------------------------------------------------- | ------------------------------- | ------ |
| - Депай 9' (пен.), 16' - ван Дейк 20' - Сімонс 61' - Мален 74', 80' - Ланг 78' - ван де Вен 90+2' | Протокол (FIFA) Протокол (UEFA) |        |

| Еуроборг, Гронінген Глядачів: 21 006 Арбітр: Рікардо де Бургос (Іспанія) |

| 4 вересня 2025 20:45 (21:45 UTC+3) |

| Литва | —                               | Мальта |
| ----- | ------------------------------- | ------ |
|       | Протокол (FIFA) Протокол (UEFA) |        |

| Стадіон імені С. Дарюса та С. Ґіренаса, Каунас |

| 4 вересня 2025 20:45 |

| Нідерланди | —                               | Польща |
| ---------- | ------------------------------- | ------ |
|            | Протокол (FIFA) Протокол (UEFA) |        |

| Де Кейп, Роттердам |

| 7 вересня 2025 18:00 (19:00 UTC+3) |

| Литва | —                               | Нідерланди |
| ----- | ------------------------------- | ---------- |
|       | Протокол (FIFA) Протокол (UEFA) |            |

| Стадіон імені С. Дарюса та С. Ґіренаса, Каунас |

| 7 вересня 2025 20:45 |

| Польща | —                               | Фінляндія |
| ------ | ------------------------------- | --------- |
|        | Протокол (FIFA) Протокол (UEFA) |           |

| Сілезький стадіон, Хожув |

| 9 жовтня 2025 20:45 (21:45 UTC+3) |

| Фінляндія | —                               | Литва |
| --------- | ------------------------------- | ----- |
|           | Протокол (FIFA) Протокол (UEFA) |       |

|  |

| 9 жовтня 2025 20:45 |

| Мальта | —                               | Нідерланди |
| ------ | ------------------------------- | ---------- |
|        | Протокол (FIFA) Протокол (UEFA) |            |

|  |

| 12 жовтня 2025 20:45 (21:45 UTC+3) |

| Литва | —                               | Польща |
| ----- | ------------------------------- | ------ |
|       | Протокол (FIFA) Протокол (UEFA) |        |

|  |

| 12 жовтня 2025 18:00 |

| Нідерланди | —                               | Фінляндія |
| ---------- | ------------------------------- | --------- |
|            | Протокол (FIFA) Протокол (UEFA) |           |

|  |

| 14 листопада 2025 18:00 (19:00 UTC+2) |

| Фінляндія | —                               | Мальта |
| --------- | ------------------------------- | ------ |
|           | Протокол (FIFA) Протокол (UEFA) |        |

|  |

| 14 листопада 2025 20:45 |

| Польща | —                               | Нідерланди |
| ------ | ------------------------------- | ---------- |
|        | Протокол (FIFA) Протокол (UEFA) |            |

|  |

| 17 листопада 2025 20:45 |

| Мальта | —                               | Польща |
| ------ | ------------------------------- | ------ |
|        | Протокол (FIFA) Протокол (UEFA) |        |

|  |

| 17 листопада 2025 20:45 |

| Нідерланди | —                               | Литва |
| ---------- | ------------------------------- | ----- |
|            | Протокол (FIFA) Протокол (UEFA) |       |

|  |

## Бомбардири
Забито 21 гол у 8 матчах, у середньому 2,62 гола за гру.
3 голи
- Мемфіс Депай

2 голи
- Доніелл Мален
- Кароль Свідерський
- Йоель Пог'янпало

1 гол
- Олівер Антман
- Каан Кайрінен
- Беньямін Кельман
- Гвідас Гінейтіс
- Армандас Кучіс
- Мікі ван де Вен
- Вірджил ван Дейк
- Дензел Дюмфріс
- Ноа Ланг
- Хаві Сімонс
- Якуб Ківьор
- Роберт Левандовський